# مكفارلاند - أميركا (فلم)
مكفارلاند، أميركا (بالإنجليزية: McFarland, USA) هوَ فيلم درامي رياضي أمريكيٌ من إخراج نيكي كارو وإنتاج أفلام والت ديزني مَبنيٌّ على قَصةٍ حقيقيّة في عام 1987 لمجموعةِ طُلّاب في ثانويّة مكفارلاند في مدينة مكفارلاند في كاليفورنيا، حيثُ يحكي الفيلم عن مدرب رياضي يعيش في تلك البلدةِ الصغيرة، ويعمل على تحويل مجموعة من الرياضيين إلى متنافسين في إحدى البطولات. والفيلم من بطولَة كيفين كوستنر الي يؤدّي دورَ المُدرّب. وقد صَدَر الفيلم في 20 فبراير 2015 وحازَ على نَقدٍ إيجابيّ في الأغلب.

## طاقم العَمل
- كيفين كوستنر بدور جيم وايت.
- ماريا بيلو بدور شيريل وايت.
- مورغان سايلور بدور جولي وايت.
- كارلوس براتس بدور توماس فاليس.
- جوني أورتز بدور جوس كاردونيس.
- هيكتور دوران بدور جوني سامينيغو.
- سيرغو أفيرال بدور فيكتور بانتيس.
- مايكل اجيرو بدور داماكيو دايز.
- رافائيل مارتنيز ديفيد دايز.
- راميرو روديغوز بدور داني ديز.
- ديانا ماريا ريفا بدور سينورا ديز.
- فانيسا مارتنيز بدور ماريا مارسول.
- مارثا هيغرادا بدور لوبي.

## روابط خارجية
- مقالات تستعمل روابط فنية بلا صلة مع ويكي بيانات